# Ломидзе, Борис Ермолаевич
Борис Ермолаевич Ломидзе (1909, Кутаиси, Грузия — ?) — советский государственный и партийный деятель.

## Биография
По окончании электротехнического факультета Грузинского индустриального института в 1932 работает на строительстве Рионской гидроэлектростанции. После окончания строительства сначала инженер, а затем в 1941 назначается директором Рионской гидроэлектростанции. С 1941 на партийной работе. Назначается председатель Исполнительного комитета Кутаисского городского Совета
- 25.12.1951 — 1952 — председатель Исполнительного комитета Кутаисского областного Совета